# 議会

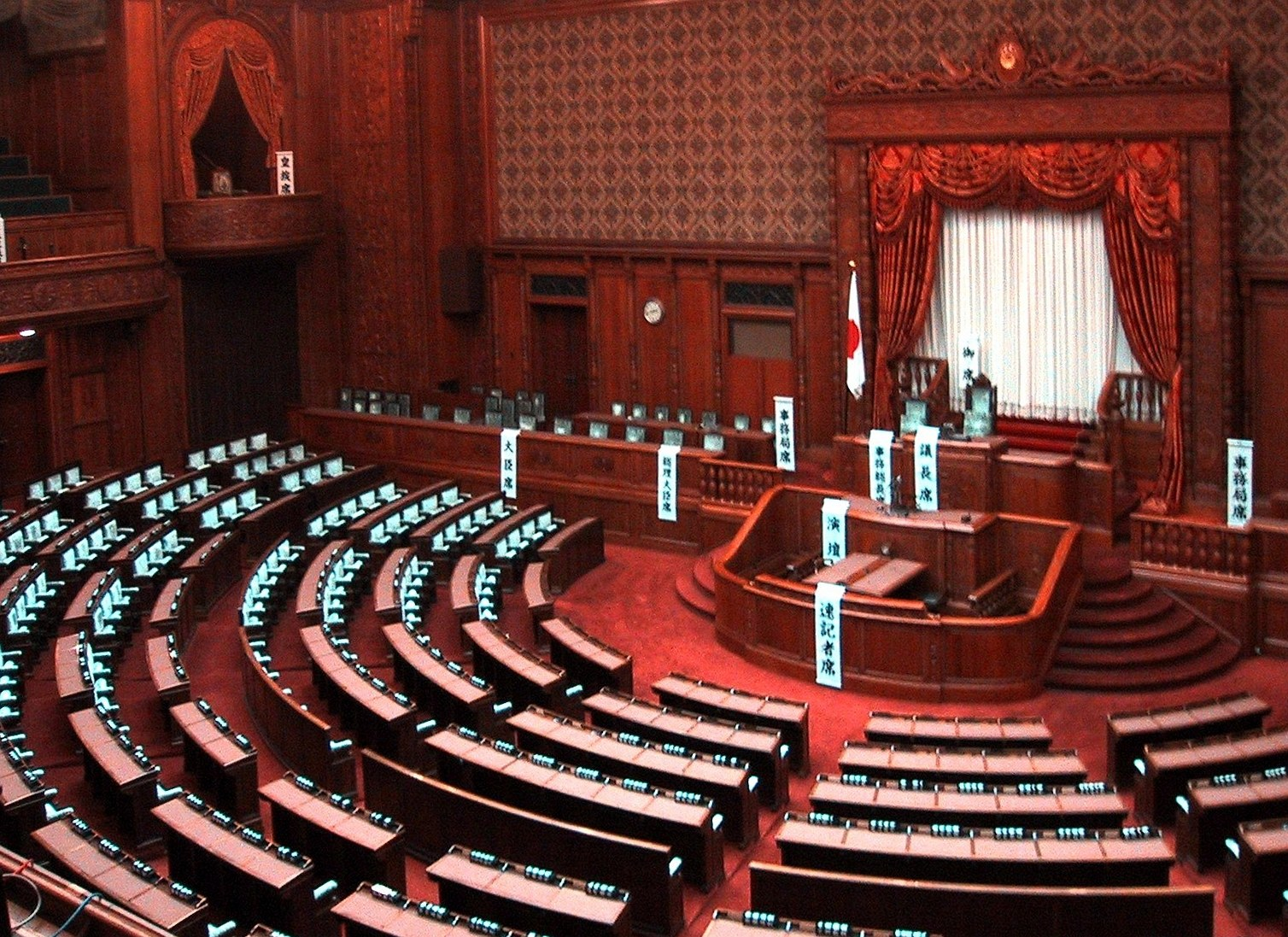
議会が開かれる議場の例（日本参議院）

議会（ぎかい、英: Parliament）とは、貴族や選挙により選出された議員などで構成され、予算や法律の議決などを行う機関のことである。中央議会においては、有権者の代表、法律の制定（立法）、政府の監視（行政監督権）の三つの機能を持つ。

## 概要
「議会」の語源は11世紀のフランス語: parlementであり、parlerは「会話」を意味する。その意味は時代によって変化し、当初は君主によって召喚された諮問機関（身分制議会）であったが、イギリスでは14世紀中旬には「イングランドとアイルランドの代表者会議」を意味するようになった。議会による民主主義は議会制民主主義（代表制民主主義）と呼ばれ、間接民主主義の一種である。また、議会を重視する思想や制度は議会主義とも呼ばれる。
以下の英語も「議会」と訳される場合がある。
- Legislature: 立法府、議会
- Assembly: 集会、会議、議会

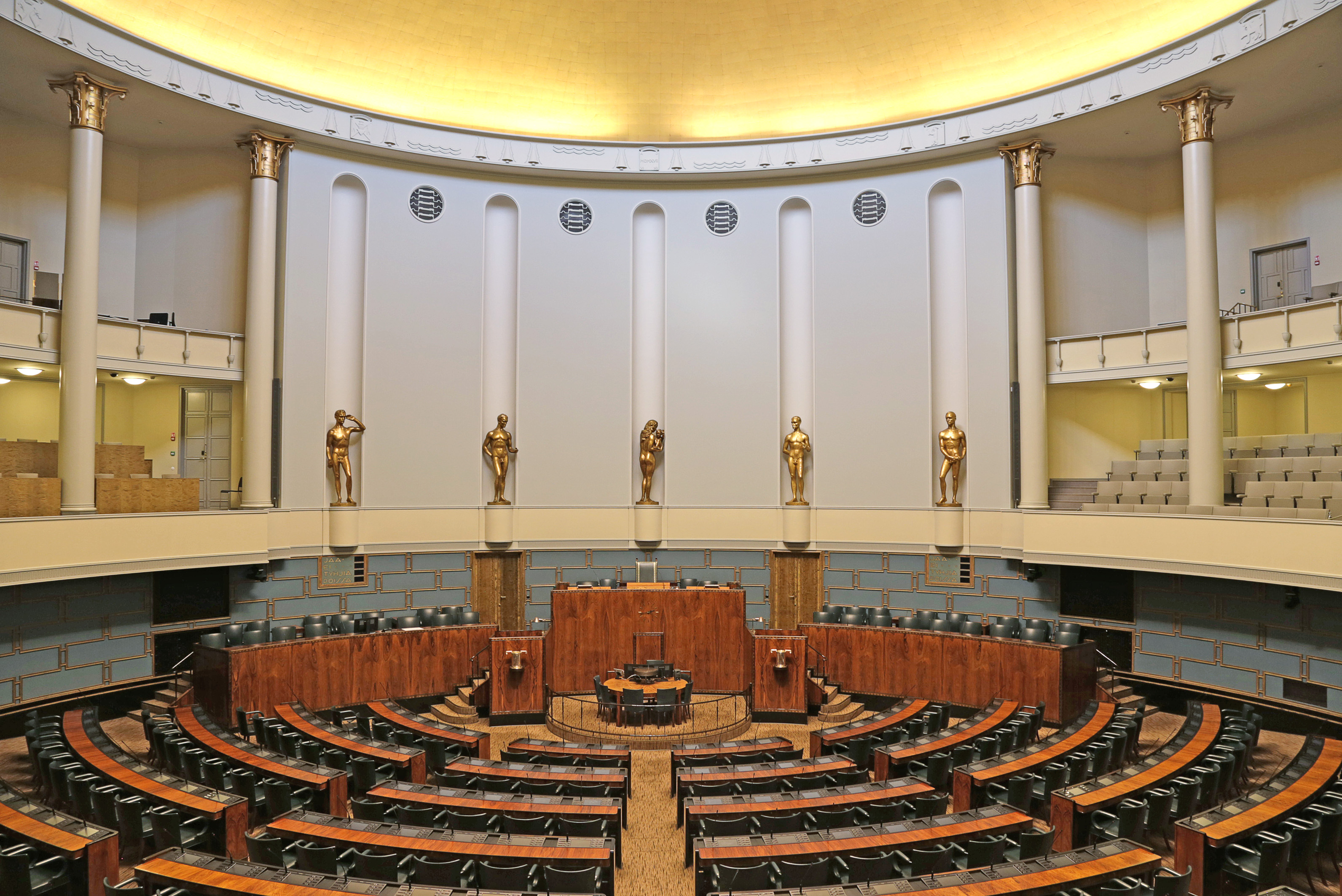
エドゥスクンタのセッションホール

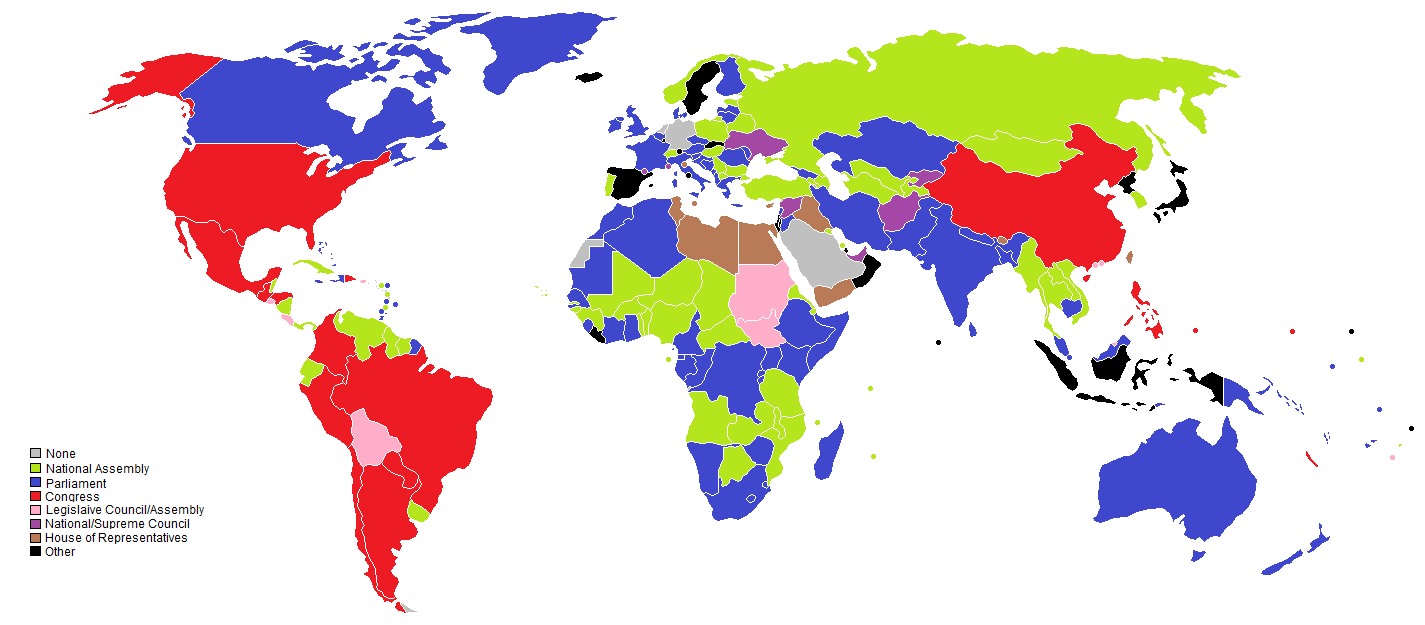
議会呼称の地図

各国の議会の呼称には、それぞれの歴史や経緯が含まれている。以下は主な呼称の英語表記、主な採用国、語源だが、同一の議会でも複数の呼称が使用される場合もある。
- Parliament: 英国やイギリス連邦諸国の議会 - 語源はフランス語: parlement（会話する、会話場所）。身分制議会の時代を含め、イギリス議会の「討議」より。
- Congress: アメリカ合衆国議会やラテンアメリカ諸国の議会 - 語源はラテン語: congressus（参加する・参集する）。1774年 植民地代表者による大陸会議(英語: Continental Congress)より。
- Diet: ドイツ連邦議会、スウェーデンの議会、日本の国会など - 語源はラテン語: dies（英語: day、ドイツ語: tag、日)。皇帝等により決められた日時に開催されたため。神聖ローマ帝国の議会より。日本の明治憲法はプロイセンの立憲主義を参考とした。
- National Assembly: フランスや旧フランス植民地諸国の国民議会、大韓民国国会など

国家以外にも、多くの国際組織・連邦国家・州・地方自治体などにも、様々な呼称で議会が存在している。

## 歴史
近代議会は古代ギリシア・古代ローマの市民総会、または評議会・元老院と似た部分を持っている。しかし、どちらも近代議会とは歴史的に異なる性格を持っており政治体制への組み込み方も異なるので、区別することが多い。

### 起源
古代ギリシア・古代ローマに存在した「民会」や「元老院」は現在の議会政治に通じるものがあり「議会」の起源といえるものであった。しかし民会は市民直接参加、元老院は貴族の会であり、「議員」ではない。

#### 古代ギリシア
古代ギリシアでは「ポリス」と呼ばれた多くの都市国家が存在し、政治体制はそれぞれのポリスごとに異なっていた。こうしたポリスの中には市民による民主主義政治を行っていたものも少なくなく、直接民主制ないし間接民主制の議会政治が実現していた。
代表的な都市国家アテナイでは、市民が全員参加する「民会」というものや、市民によって選出された評議員で構成される「五百人評議会」と呼ばれるものが存在していた。しかし敵対する軍事都市国家スパルタとの戦争等によって、政治が不安定化し詭弁家と呼ばれるソフィスト等の出現による腐敗政治が横行したため、スパルタに敗戦後は三十人政権へと移行していく。

#### 古代ローマ
古代ローマでは議会に相当するものとして元老院と民会を挙げることができる。王政打倒後の共和政ローマでは行政は政務官が担当したが、これらの政務官はローマ市民によって構成された民会を通じて選出された。もともとは王への助言機関であったといわれる元老院は政務官経験者から構成され、法案の審議や政務官候補の選出などを通して国家方針の策定に大きな影響力を握った。古代ローマでは最終的な立法権や政務官の選出権は民会が独占していたが、元老院は家長の集合から出発したという伝統を背景とした圧倒的な権威を用い、民会の動向を事実上左右することができた。
当初、政務官職は貴族（パトリキ）のみに許され、元老院は貴族によって独占されていた。身分闘争の結果、政務官職が平民（プレブス）にも開かれると有力者であれば平民でも元老院に議席を持つようになり、旧来の貴族に有力平民を加えた新貴族（ノビレス）と呼ばれる有力者層が形成されるようになった。この新貴族は元老院議員を世襲によって独占するようになり、伝統を重視してローマの政治を自分達中心に運営していこうとした（閥族派）。一方で、ノビレスの中でも閥族派には属さず、潜在的には力を持ちつづけていた民会と一般平民の力を利用して自己の勢力拡大と政治課題の実現を達成しようとする者も現れるようになった（平民派）。有力な平民派政治家に主導された民会はときに元老院の意向に反した行動をとることもあった。
こうした元老院と民会の仕組みは現在の上院・下院の概念の基礎ともなり、アメリカ合衆国議会等は名称や機能等制度設計などで古代ローマを参考にしている。
元老院も民会もアウグストゥスによってローマの政治体制が共和政から帝政に移行した後も存続したが、「帝政」という一つの人格に全ての権威と権限が集中する政治体制の中では徐々に形骸化していった。

### 近代
中世から続いた絶対王政からの脱却と言うものが多く「議会」という語はヨーロッパ中世の「封建議会」を指す場合にも用いられる。近代議会政治は英国・アメリカ合衆国・フランス等で確立し、他の諸国に普及していった。

#### アイスランド
アイスランドでは、930年に定住地域ごとの「シング」（民会）が統合した「アルシング」と呼ばれる「議会」が創設された。これは極めて民主的なもので議会制民主主義に基づく近代議会政治における世界最古のものと言われ現在にまで至っている。

#### 英国
英国の封建議会は、絶対王政時代に力を弱めつつも消滅に至らず、近代議会に接続した稀な例である。英国議会は国王が掌握する行政府に課税承認権を盾にとって対抗し、行政の恣意を制限しようとした。国王との対立が決定的になると、1649年に清教徒革命が生じ国王を処刑し、1688年の名誉革命で国王を追放した。名誉革命以後の議会は引き続き国王の行政権力を認めたが、しだいに権限を拡大し、18世紀半ばに議院内閣制を実現して行政に対する優位を確立した。現在の歴史学会の通説では、フランスに脅威を感じたオラニエ公（後のウィリアム3世）が英国の動向に目を着け、その大義名分として権利章典の内容をなすビラをばらまいたとされる。
この過程で下院である庶民院の選挙権が拡大・公平化され、身分制・特権議会は、真に国民代表機関となった。またきわめて早くから政党が発達したため、議会だけでは世論統合のスピードが遅かっただろうところを、政党が中間団体としてよく世論をまとめ、国民に明快な選択肢を提供し続けて来たことも、英国議会政治の成功の一つの理由である。
また現在もその後のままに世襲貴族や任命貴族による上院に相当する貴族院も残存している。貴族の院という名目は形骸化し、一代貴族に任命された有識者による再考の院という側面が強くなっている。

#### フランス
フランスの封建議会（三部会）は、絶対王政の時代に開かれなくなった。財政難と貴族勢力排除のために1789年、国王が三部会を招集すると、三部会の第三身分（平民）議員を中心とする多数派が制度改革を求め、フランス革命がはじまった。革命派は社会契約説を根拠に国民主権を宣言し、最終的には国民主権の唯一の担い手として議会を位置づけるに至り、男性普通選挙による議会制度の憲法を制定した（1793年憲法。施行に至らず）。
以後の反動でこの理念の実現は長く妨げられたが、国内外の共和主義の理想として影響力を持った。ただフランス自身は議会主義と権威主義（ボナパルティズムなど）の間を揺れ動いた。理由の一つは、議会諸政党が一致して行政府に対抗するということが、なかなかできなかったためである。
現在では、国民直接選挙の大統領の権限・権威を強化し、議会の不安定に対する一つの回答としている。（「半大統領制」。下記に記述あり。）

#### アメリカ合衆国
米国では英国王の特許状で成立した各植民地が、それぞれに議会を持っていたが、13州としてまとまって1776年に独立宣言を行った「大陸会議（the Continental Congress）」が名称的に起源となって、1789年に現在に続くアメリカ合衆国議会が開始された。当初より選挙制の下院を持ち（上院は各州政府の任命）、国王が支配した行政府への嫌悪感・重税を課した英国議会への反発から、慎重に議会・行政府の権限を組み合わせた大統領制を導入し、成功した議会運営となった。
ただし黒人差別問題は長く残り、形式的には南北戦争後の1870年の憲法修正15条により、実質的には1965年投票権法により選挙権の不平等が解消されるまで、現代的自由民主主義には遠かったと言わねばならないだろう。近年大統領への権限集中が起き「帝王的大統領」と呼ばれたことがあったが、議会は機敏に大統領の権限抑制に動き、またその傾向が行き過ぎた場合は逆に大統領に「項目別拒否権」を与えるなどして、概ね安定的に制度を維持している。

## 制度

### 種類
議会制度には、一つの議院を設ける一院制と、独立した二つの議院を設ける両院制がある。
両院制は、身分ごとに会合した中世ヨーロッパの身分制議会の遺制である。これをさらに細かく「二院制」と「両院制」に分けることもある。それぞれの議院は様々な呼ばれ方をするが、一般的に国民を平等に代表するものは「下院」と呼ばれ、身分・職能・地域などに基づく特別な代表方式を採るものは「上院」と呼ばれる。

### 構成
ほとんどの議会制民主主義国家では、「議会」は国民による選挙によって選出された議員によって構成されている。「議会」は「国民の代表」である議員によって構成されていることによって、実際には政策決定の現場に関与していなくても、国民全てが関与したと擬制される（「議会の審議機能」）。
「議会」は「議院自律権」を持ち、議長や事務局の選出、議員の資格争訟、懲罰、会議運営等について「議会」が自ら行う事とされ、他からの干渉を受けないというもので国権として独立した機関を保っている。
一部の国の議会では、職能団体などの利益団体が直接的に団体の代表を議会に送り込んでいる。これは職能代表制と呼ばれる制度である。

## 権力分立
現在ほとんどの議会制民主主義国家では、権力分立の観点から「議会」と「政府」との役割は分担され権力の分散が図られている。多くの場合「議会」は「議決機関」、「政府」は「執行機関」と位置づけられ、それによって基本的に議会は「立法」を、政府は「行政」を司ることとされている。

### 役割
国会議員は「立法」の権力を司っており、故に議会は法治国家の根幹である法律を制定する機関および国家における最高機関として位置づけられていることが多い。
「行政」に対しては、予算承認権をはじめとした政府に対する監視・監督のための様々な権限を持つ。議会の立法権能に付随したものと言われることもあるが、国政全般について質問するために証人を喚問し、資料を提出させる国政調査権は重要な権能である。また議会が制定する法律が本来的な上位の法であり、政府が定める政令等は補完的・従属的である。
「司法」に対しては、裁判官の選任または在任について何らかの関与をすることが多い。日本の場合は国会が、国会議員で構成された裁判官弾劾裁判所と裁判官訴追委員会を設置する。

### 政治体制
現在の政治体制は、それぞれ議会統治制・議院内閣制・大統領制・半大統領制等に大別されるが、それぞれの政治体制によって国家における「議会」の権限は異なってくる。
- 議会統治制においては、「議会」が直接「政府」を支配し、そのまま「立法府」と「行政府」を兼ねる制度。
スイス等
- 議院内閣制においては、「議会」が政府の長を選出し、場合によっては辞職させる権限を持つ。「議会」の信任のみによって「政府」が成り立つ制度。
日本、英国、ドイツ等
- 大統領制においては、政府の長としての大統領が「議会」とは別に選出され、「議会」はこれを直接辞めさせることはできない。「議会」と執行機関である「政府」が完全に独立した制度。
米国、インドネシア等
- 半大統領制においては、「議院内閣制」と「大統領制」の中間的制度。
フランス、ロシア等

## 議会と政党
「議会制」は、大きく「評議会制」と「政党制」に分類されるが、現在ほとんどの国家は政党制によって政治が動いているため、議会は「政党」という存在に深く関わってくる。
「政党」は、ルソーなどの大陸の哲学者や、アメリカ合衆国の建国の父祖達には忌み嫌われたが、実際には議員同士の派閥から始まって次第に各国にも広まった。
選挙権の拡大につれ政党は次第に議会の外に応援団を持つようになり、逆に議会の外の勢力に利用されもするようになった。特に近代、「マス・デモクラシー」状態となると、政策を広く呼びかけ、選挙時には大量に有権者を動員するシステムとして、政党の存在意義はますます高まった。また政党の選挙公約を通じて国民は意見を統合するようになり、それがために選挙公約を誓って当選した平議員に対して、公認権を握る政党指導部の権威は強まった。これが高じて議院内閣制の国では、政党を通じて国民が首相指名に関与できる事態に至った。
第二次世界大戦に至る道程で、特にイタリア王国、ナチス・ドイツで一党独裁制による暴走により「議会」が機能低下したという経験から、戦後一時期、政党制について懐疑的な考えも学界には広まった。しかし現実政治では政党は行政府を支配し、その各種の政治資源分配機能を支配したため、よりますます強力となった。「議会」は結論の決まった議案を審議し、時間が来れば通過させる「ラバースタンプ（ゴム印）」とまで揶揄されるようになった。また行政府についても、与党議員の不当な介入を許しすぎている、汚職の温床となっている、等の批判が強まることにもなった。
20世紀に至って、多くの諸国では政党を議会制度に公認するようになり、各種の補助金を出す国まで出現している。しかしその国の実情にあった政党制は何か、「議会」の審議機能の正常な運営といかに調和させるか、さらに行政府の公平な運営をどう確保するか、等どの国でも困難な模索が続いている。

## 議論
「議会」を構成する議員の公務遂行においては、資質（立法能力、質問能力）だけではなく、廉直性（賄賂に関与しないなど）、さらには私生活上の道徳性についてまで、国民の厳しい監視を受けるに至っている。逆に国民の信望を集めた議会ほど強いものは、現代政治の中にはないと言えよう。
議会の権限は、行政府の権力集中に対する重要な牽制となっている。独裁を目論む権力者は議会の諸権限を剥奪しようとし、実際に権限を剥奪した権力者は独裁者に転じる。近代以降の非民主主義体制は、上記の諸権限を実質的には備えていない弱い議会を持つ、あるいは議会を全く持たないことが多い。
ただし、議会が強い権限を持つことが、そのまま民主主義体制を意味するわけではない。国民の中の少数派や多数派を排除する体制がある。初期の議会では財産や納税額によって選挙権が制限されており、性別による制限も20世紀まで続き、中には人種による制限を持つ国もあった。また共産主義各国は特異な例であろうが、そこでは或る種の議会的組織（議会と名乗ることも珍しくない）が憲法上は強い権限と公平な選挙制度を持つものの、実際は選挙と選挙後の議会運営は単一または連立の与党に支配されており、かつ選挙の自由が実質的に制限され与党の内部構成も国民の多数派を排除していた、というものであった。